# Valerjan Pidmohylnyj
Valerjan Pidmohylnyj (Валер'ян Петрович Підмогильний; 20. ledna jul. / 2. února greg. 1901 ve vesnici Čapli v tehdejší Jekatěrinoslavské gubernii – 3. listopadu 1937 v Sandarmochu v Karélii) byl ukrajinský prozaik a překladatel. Svá hlavní díla, zejména realistický román Město (1928), napsal v průběhu 20. let. Patřil k představitelům takzvané generace „popraveného obrození“.

## Biografie
Studoval filosofii a západní filologii na univerzitě v Kyjevě. Po absolvování několika semestrů pracoval jako učitel a jako redaktor časopisu Život a revoluce (Життя й революція). Překládal z francouzštiny, především Anatola France a dále Honoré de Balzaca, Guy de Maupassanta, Stendhala a Denise Diderota.
Dne 8. prosince 1934, týden po vraždě Kirova, byl zatčen a uvězněn, ve vykonstruovaném soudním procesu odsouzen a v roce 1937 popraven. Stal se jednou z obětí stalinských represí, jimž byla během třicátých let ukrajinská kultura vystavena. 

## Dílo
- 1920 Твори - Том І (Spisy, sv. 1), sbírka povídek
- 1922 Остап Шептала (Ostap Šaptala), novela
- 1924 Військовий літун (Vojenský letec), sbírka povídek
- 1926 Третя революція (Třetí revoluce), sbírka povídek
- 1927 Проблема хліба (Otázka obživy), sbírka povídek
- 1928 Місто (Město), román
- 1930 Невеличка драма (Malé drama), román

### Díla přeložená do češtiny
- Syn (povídka). Přeložila Věra Nečasová. Babylon XV, č. 9, 29. 5. 2006
- Existenční otázka (povídka). Přeložil Miroslav Tomek. Plav 1/2011
- Město. Přeložil Miroslav Tomek, Větrné mlýny. Brno, 2019, ISBN 978-80-7443-345-0